# スプートニク7号
スプートニク7号（スプートニク7ごう、露: Спутник-7）は1961年にソビエト連邦によって打上げられた金星探査機である。世界で初めて金星を探査する目的で打上げられた宇宙機であったが、ロケット不調により金星へ向かうことが出来なかった。準同型機として8日後に打上げられたベネラ1号がある。

## 概要
スプートニク7号の設計は1960年に打上げに失敗したM1型火星探査機（マルスニク1号・2号）から流用された。探査機本体は半球と円筒を組合わせた形状で、質量は645 kgであった。観測装置として磁力計、垂直速度計、荷電粒子モニターが搭載され、金星大気に突入しながら調査する計画であった。また世界で初めて金星表面に降下する予定であったため、記念品も搭載した。
1961年2月4日、スプートニク7号はバイコヌール宇宙基地からモルニヤロケットにより打上げられ、ロケット第4段と結合した状態で宇宙待機軌道に投入された。地球を1周したところで金星遷移軌道に移動するためにエンジンを点火する予定であったが、恐らくはガイダンスシステムへの電力供給の問題のため点火は成功せず、衛星は地球周回軌道に留まった。軌道高度は空気抵抗のため徐々に低下し、22日後の2月26日に大気圏に突入した。
スプートニク7号は打上げロケットと結合したままだったため、質量6843 kgの巨大な人工衛星として認識された。ソ連は衛星の正体を明らかにしなかったため、ソ連国外では失敗した有人宇宙船だという憶測が広まることとなった。後にこの衛星の目的は「惑星間探査機を打ち上げ可能な地球周回プラットフォームの実験」とされた。